# Anders Sletvold Moe
Anders Sletvold Moe, född 19 augusti 1978 i Steinkjer, Norge är en konstnär.
Anders Sletvold Moe bor och arbetar i Malmö (2008) där han gick ut Malmö Konsthögskola 2006. Moe har ställt ut i både Sverige och Norge och har utfört offentliga utsmyckningsuppdrag. Moe arbetar i gränslandet mellan måleri och skulptur, han använder sig av färg och skulptur för att förändra rumsuppfattningen. Moes konst kan ses som minimalistisk.
Moe finns representerad på Malmö konstmuseum.